# Dragpa Öser
Dragpa Öser (1246-1303) was een Tibetaans geestelijke uit de sakyatraditie van het Tibetaans boeddhisme.
Hij was de vijfde keizerlijk leermeester (dishi) van 1291 tot 1303 voor Yuankeizer Temür Khan. Deze titel werd voor het eerst werd toegekend aan Phagspa door keizer Koeblai Khan. Als keizerlijk leermeester werd hij opgevolgd door zijn broer Rinchen Gyaltsen.